# Lo specchio scuro
Lo specchio scuro (The Dark Mirror) è un film del 1946 diretto da Robert Siodmak. È considerato un cult movie del genere noir e del thriller psicologico.

## Trama
Un'accusa di omicidio grava su una di due gemelle identiche fra loro; la polizia non riesce però a formulare l'incriminazione per la reticenza delle due donne, che non consente di stabilire quale delle due sia l'omicida. L'incaricato delle indagini è il tenente Stevenson, che si giova dell'aiuto del dottor Scott Elliott, uno psicanalista di cui entrambe le donne non tardano a innamorarsi. Le gemelle hanno personalità e animo opposti: Ruth è dolce e remissiva mentre Terry è una fredda e astuta calcolatrice e manifesta un sordo rancore, ben mascherato, nei confronti della sorella. Quando il dottore corrisponde ai sentimenti di Ruth, Terry rivela la sua vera natura e si propone di sbarazzarsi della sorella spingendola al suicidio, facendole credere di manifestare da tempo segni di demenza. Per scoprire ciò che il dottore realmente pensa di lei, Terry si presenta a un appuntamento a casa di lui fingendosi Ruth. Mentre i due stanno discutendo giunge una telefonata al dottore da parte del tenente: Ruth, che si trovava sola in casa, si è suicidata. Il medico e Terry si precipitano sul posto e Terry mette in scena l'atto finale del suo piano, con una confessione in cui accusa la sorella dell'omicidio.